# Unisono Deutsche Musik- und Orchestervereinigung

Logo

unisono Deutsche Musik- und Orchestervereinigung e. V. (bis Oktober 2022 Deutsche Orchestervereinigung, kurz DOV) ist der Berufsverband und die Gewerkschaft für Musiker in kommunalen, Staats- und Landesorchestern, Rundfunkorchestern, -Bigbands und für Rundfunkchorsänger, freiberufliche Musiker sowie Lehrbeauftragte und Studierende an Musikhochschulen. Die 1952 gegründete Gewerkschaft kooperiert mit dem Deutschen Kulturrat und zahlreichen anderen Verbänden und Institutionen, wie z. B. dem Deutschen Musikrat. Ihr gehören nahezu alle Mitglieder der deutschen Berufsorchester und Rundfunkchöre an, insgesamt etwa 12.800 Personen.
unisono handelt für die Mitglieder Tarifverträge mit dem Deutschen Bühnenverein (TVK – Tarifvertrag Tarifvertrag für die Musiker in Konzert- und Theaterorchestern, vor dem 1. Oktober 2019: Tarifvertrag für die Musiker in Kulturorchestern) und den Rundfunkanstalten sowie einzelnen Arbeitgebern aus. Für freischaffende Mitglieder engagiert sich unisono besonders für auskömmliche Honorare. Daneben ist sie auf kulturpolitischem Gebiet tätig, indem sie sich für den Erhalt und die Weiterentwicklung der deutschen Orchesterlandschaft und des öffentlich-rechtlichen Rundfunks einsetzt. Als Mitgesellschafterin der Gesellschaft zur Verwertung von Leistungsschutzrechten nimmt sie urheberrechtliche und finanzielle Interessen von über 160.000 ausübenden Künstlerinnen und Künstlern wahr. unisono ist Mitglied des Netzwerkes Junge Ohren, das seit 2007 Musikvermittlungsprojekte im deutschsprachigen Raum zusammenfasst.
Im Oktober 2022 hat sich die DOV in unisono Deutsche Musik- und Orchestervereinigung umbenannt.

## Kulturpreis
Seit 1979 wird alle drei Jahre der Unisono-Kulturpreis der deutschen Orchester verliehen. Unisono ist zudem Stifter des seit 2014 alle zwei Jahre verliehenen Deutschen Chordirigentenpreises und Förderer des seit 1996 verliehenen Deutschen Jugendorchesterpreises.